# 로드 오브 메이저
로드 오브 메이저(일본어: ロードオブメジャー, ROAD OF MAJOR)는 일본 에이벡스 소속의 남자 록 밴드이다. 일본에선 흔히 로무(ロム, ROM)의 약칭으로 부른다.

## 개략
TV 프로그램인 "ハマラジャ(하마라자)"의 기획에 의하여 결성되어, "데뷔 싱글이 발매초 오리콘 차트 50위 이내를 기록하지 않으면 곧 해산해라"라는 조건부로 2002년 8월 28일에 인디즈 싱글 "大切なもの"(중요한 것)로 데뷔했다. 이 싱글은 발매초 오리콘 16위(최고위 2위)를 기록하고 90만 장이 넘는 판매량을 기록했다. 이 판매량은 인디즈 싱글로는 역대 1위이다. 더구나 인디즈 싱글이 오리콘 2위를 기록한 것은 일본에서 처음이다. (그 뒤에 몽골 800의 "ヨロコビノウタ(기쁨의 노래)"가 1위를 기록했다.)
2년간 인디즈로 활약한 뒤 2004년 11월 17일에는 싱글 "心絵"(마음 그림)로 염원의 메이저 데뷔를 달성했다.
2007년 7월 3일에 해산을 발표, 7월 18일에 리믹스앨범을 발매하고 해산했다.

## 멤버
- 기타가와 겐이치(北川 賢一, 1980년 8월 25일 - ) : 보컬

효고현 고베시 다루미구 출신 / 통칭 : 겐 찬(けんちゃん)
- 곤도 노부마사(近藤 信政, 1983년 2월 10일 - ) : 기타

히로시마현 히로시마시 출신 / 통칭 : 노부(のぶ)
- 마쓰모토 겐이치(松本 賢一, 1979년 12월 20일 - ) : 베이스 기타, 리더

군마현 다카사키시 출신 / 통칭 : 맛 찬(まっちゃん), 마쓰겐(マツケン)
- 우에하라 아키카네(上原 彰兼, 1983년 8월 27일 - ) : 드럼

오키나와현 나하시 출신 / 통칭 : 앗 군(あっくん)

## 디스코그라피

### 싱글

#### 인디즈
|    | 타이틀       | 의미            | 발매일          |
| 1. | 大切なもの   | 중요한 것       | 2002년 8월 28일 |
| 2. | 雑走 / 足跡  | 잡주 / 발그림자 | 2003년 1월 22일 |
| 3. | 僕らだけの歌 | 우리네만의 노래 | 2003년 8월 6일  |

#### 메이저
|    | 타이틀             | 의미                     | 발매일           |
| 1. | 心絵               | 마음 그림                | 2004년 11월 17일 |
| 2. | 偶然という名の必然 | 우연라는 이름의 필연     | 2005년 2월 16일  |
| 3. | 親愛なるあなたへ…  | 친애하는 당신에...       | 2005년 4월 27일  |
| 4. | 蒼天に向かって     | 창천으로 향해            | 2005년 7월 27일  |
| 5. | さらば碧き面影     | 안녕히 가세요, 푸른 모습 | 2006년 2월 8일   |
| 6. | ENERGY             |                          | 2006년 5월 31일  |
| 7. | PLAY THE GAME      |                          | 2007년 2월 7일   |

### 앨범
- ROAD OF MAJOR (2003년 9월 24일) - 인디즈
- ROAD OF MAJOR II (2005년 8월 24일)
- GOLDEN ROAD ~BEST~ (2007년 3월 28일) - 베스트
- SILVER ROAD ~REMIX~ (2007년 7월 18일) - 리믹스

## 같이 보기
- 플로우 - 친구인 록 밴드